# Pierre Vidal-Naquet

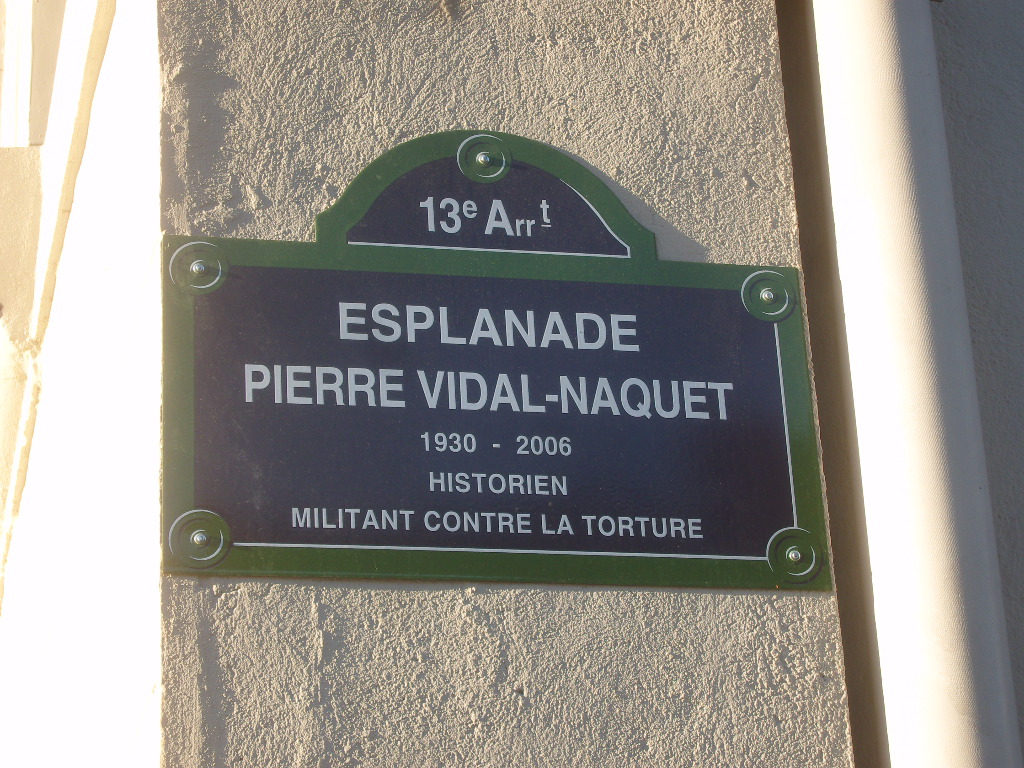
In het 13e arrondissement is de Esplanade Pierre Vidal-Naquet genoemd naar Vidal-Naquet

Pierre Vidal-Naquet (Parijs, 23 juli 1930 – Nice, 29 juli 2006) was een Franse geschiedkundige van Joodse afkomst.
 
Hij was gespecialiseerd in de geschiedenis van het hellenisme maar schreef ook over andere (historische) zaken.
Tijdens de Tweede Wereldoorlog werden zijn ouders in mei 1944 door de Gestapo in Marseille opgepakt en afgevoerd naar het naziconcentratiekamp Auschwitz alwaar zij om het leven werden gebracht.
Na de oorlog studeerde hij geschiedenis en hield zich bezig met onderwerpen als de Griekse oudheid, de geschiedenis van het jodendom (onder meer de Holocaust) alsook de hedendaagse geschiedenis (bijvoorbeeld de Algerijnse Onafhankelijkheidsoorlog).

Hij was als leraar en studiedirecteur verbonden aan de École des Hautes Etudes en Sciences Sociales (EHESS).
Behalve zijn beroepsmatige werkzaamheden als historicus zette hij zich actief in voor de mensenrechten en keerde hij zich daarom tegen het optreden van Frankrijk in de Algerijnse Onafhankelijkheidsoorlog.
Met andere bekende intellectuelen zoals Michel Foucault en Jean-Marie Domenach tekende hij op 8 februari 1971 het manifest van de Groupe d'information sur les prisons. Ook bij diverse andere vredesorganisaties was hij betrokken.
In juli 2003 nam hij deel aan een oproep van Une autre voix juive (de Franse tegenhanger van de Joods-Nederlandse organisatie Een Ander Joods Geluid) waarin diverse Franse Joden hun solidariteit met de Palestijnen betuigden.
Pierre Vidal-Naquet overleed enkele dagen na zijn 76-ste verjaardag.

## Werken
Over de Griekse oudheid
- 1964 Clisthène l'Athénien, met P. Lévêque, Les Belles Lettres
- 1967 Le Bordereau d'ensemencement dans l'Égypte ptolémaïque, Brussel, Fondation Égyptologique Reine Élisabeth
- 1972 Économies et sociétés en Grèce ancienne. Périodes archaïque et classique, met Michel Austin, Armand Colin
- 1984 Flavius Arrien entre deux mondes, analyse à la suite de la traduction par Pierre Savinel de l' Histoire d'Alexandre d'Arrien, Éditions de Minuit, coll. Arguments
- 1988 Du bon usage de la trahison, inleiding bij vertaling door Pierre Savinel van De joodse oorlogen van Flavius Josephus, Éditions de Minuit, coll. Arguments
- 1990 La Grèce ancienne - Du mythe à la raison, met Jean-Pierre Vernant, Le Seuil, coll. Points
- 1991 La Grèce ancienne - L'espace et le temps, met Jean-Pierre Vernant, Le Seuil, coll. Points
- 1991 Le chasseur noir - Formes de pensées et formes de société dans le monde grec, La Découverte
- 1992 La Grèce ancienne - Rites de passage et transgressions, met Jean-Pierre Vernant, Le Seuil, coll. Points
- 2000 Mythe et tragédie en Grèce ancienne, met Jean-Pierre Vernant, La Découverte
- 2000 Les Grecs, les historiens et la démocratie, La Découverte
- 2001 Œdipe et ses mythes, met Jean-Pierre Vernant, Complexe
- 2001 La démocratie grecque vue d'ailleurs, Flammarion, coll. Champs
- 2002 Le miroir brisé: tragédie athénienne et politique, Les Belles Lettres (nouvelle édition)
- 2002 Travail et esclavage en Grèce ancienne, met Jean-Pierre Vernant, Complexe
- 2002 Le monde d'Homère, Perrin
- 2002 Fragments sur l'art antique, Agnès Viénot
- 2005 L'Atlantide. Petite histoire d'un mythe platonicien, Les Belles Lettres, ISBN 225138071X

Over de Algerijnse Onafhankelijkheidsoorlog
- 1989 L'Affaire Audin (1957-1978), Éditions de Minuit [nieuwe uitgebreide uitgave]
- 1998 La torture dans la République: essai d'histoire et de politique contemporaine (1954-1962), Minuit [herdruk]
- 2001 Les crimes de l'armée française en Algérie 1954-1962, La Découverte [met ongewijzigd voorwoord van de auteur]
- 2002 La Raison d'État. Textes publiés par le Comité Audin, La Découverte (nieuwe uitgave van het in 1962 door éditions de Minuit uitgegeven boek)

Over de Joden, de Endlösung en de Holocaustontkenning
- 1995 Les Assassins de la mémoire, Le Seuil
- 1995 Les Juifs, la mémoire et le présent, Le Seuil
- 2002 La solution finale dans l'histoire, met Arno Mayer, La Découverte

Over Jean Moulin
- 1993 Le trait empoisonné, La Découverte

Memoires
- 1998 Mémoires t.1 - La brisure et l'attente, 1930-1955, Le Seuil
- 1998 Mémoires t.2 - Le trouble et la lumière, 1955-1998, Le Seuil